# Comitê de Política Monetária
O Comitê de Política Monetária (Copom) é um órgão  constituído no âmbito do  Banco Central do Brasil em 20 de junho de 1996, por meio da circular n° 2.698, (revogada a partir de  2 de janeiro de 1998, pela Circular nº 2.780, de 12 de novembro de 1997) com as finalidades de estabelecer as diretrizes da política monetária e  definir a taxa básica de juros. Tem, ainda, a competência específica de regular a liquidez da economia, por meio dos instrumentos de política monetária.

## Definição e histórico
O Copom foi criado em 20 de junho de 1996, com o objetivo de estabelecer as diretrizes da política monetária e de definir a taxa básica de juros da economia. A criação do Comitê buscou proporcionar maior transparência e ritual adequado ao processo decisório, a exemplo do que já era adotado pelo  Federal Open Market Committee  (FOMC) do Federal Reserve System (Fed) dos Estados Unidos, e  pelo  Zentralbankrat, o conselho do Deutsche Bundesbank, que é o banco central alemão. Em junho de 1998, o Banco da Inglaterra também instituiu o seu Monetary Policy Committee (MPC), assim como o Banco Central Europeu, desde a criação da moeda única, em janeiro de 1999. Atualmente, uma vasta gama de autoridades monetárias em todo o mundo adota prática semelhante.
Desde 1996, o Regulamento do Copom sofreu uma série de alterações no que se refere ao seu objetivo, à periodicidade das reuniões, à composição, e às atribuições e competências de seus integrantes. Essas alterações visaram não apenas aperfeiçoar o processo decisório no âmbito do Comitê, como também refletiram as mudanças de regime monetário.
A partir da adoção, pelo Decreto n° 3.088, em 21 de junho de 1999, da sistemática de "metas para a inflação" como diretriz de política monetária,  as decisões do Copom passaram a ter como objetivo cumprir as metas para a inflação definidas pelo Conselho Monetário Nacional. Segundo o mesmo decreto, se as metas não forem atingidas, cabe ao presidente do Banco Central divulgar, em Carta Aberta ao Ministro da Fazenda, os motivos do descumprimento, bem como as providências  a serem adotadas e o prazo para o retorno da taxa de inflação aos limites estabelecidos.
Formalmente, os objetivos do Copom são "implementar a política monetária, definir a meta da taxa Selic e seu eventual viés, e analisar o Relatório de Inflação." A taxa de juros fixada na reunião do Copom é a meta para a taxa Selic (taxa média de juros dos financiamentos diários, com lastro em títulos federais, apurados no Sistema Especial de Liquidação e Custódia), a qual vigora por todo o período entre reuniões ordinárias do Comitê. Se for o caso, o Copom também pode definir o viés, isto é, a tendência (de elevação ou de queda) da taxa de juros. O presidente do Banco Central  pode, a qualquer momento (entre as reuniões ordinárias), alterar a meta para a taxa Selic, na direção do viés.

## Composição
Membros
São membros do Copom o Presidente do Banco Central do Brasil (que também preside o Comitê e   tem o voto de qualidade) e os membros da Diretoria Colegiada do Banco, a saber: 
- Diretor de Administração - Dirad
- Diretor de Política Econômica - Dipec
- Diretor de Assuntos Internacionais e de Gestão de Riscos Corporativos - Direx
- Diretor de Fiscalização - Difis
- Diretor de Organização do Sistema Financeiro e Controle de Operações do Crédito Rural - Diorf
- Diretor de Política Monetária - Dipom
- Diretor de Regulação - Dinor
- Diretor de Relacionamento Institucional e Cidadania - Direc

Outros participantes
Além dos membros, também participam das reuniões ordinárias  do Comitê os seguintes chefes de departamento do BC : 

I - Departamento de Operações Bancárias e de Sistema de Pagamentos (Deban);

II - Departamento de Operações do Mercado Aberto (Demab);

III - Departamento Econômico (Depec); 

IV - Departamento de Estudos e Pesquisas (Depep);

V - Departamento das Reservas Internacionais (Depin);

VI - Departamento de Assuntos Internacionais (Derin);

VII - Departamento de Relacionamento com Investidores e Estudos Especiais (Gerin)

Também tomam parte das discussões consultores, o secretário-executivo da diretoria, o coordenador do grupo de comunicação institucional e o assessor de imprensa da presidência do BC.

### Atuais integrantes
A composição atual do COPOM é a seguinte:
| Incumbente | Incumbente                     | Cargo                                                                 | Nomeado(a) por            | Início do mandato     | Fim do mandato          |
| ---------- | ------------------------------ | --------------------------------------------------------------------- | ------------------------- | --------------------- | ----------------------- |
| 1          | Gabriel Muricca Galípolo       | Presidente                                                            | Luiz Inácio Lula da Silva | 1º de janeiro de 2025 | 31 de dezembro de 2028  |
| 1          | Gabriel Muricca Galípolo       | Diretor de Política Monetária                                         | Luiz Inácio Lula da Silva | 12 de julho de 2023   | 31 de dezembro de 2024  |
| 2          | Rodrigo Alves Teixeira         | Diretor de Administração                                              | Luiz Inácio Lula da Silva | 2 de janeiro de 2024  | 31 de dezembro de 2027  |
| 3          | Paulo Picchetti                | Diretor de Assuntos Internacionais e de Gestão de Riscos Corporativos | Luiz Inácio Lula da Silva | 2 de janeiro de 2024  | 31 de dezembro de 2027  |
| 4          | Ailton de Aquino Santos        | Diretor de Fiscalização                                               | Luiz Inácio Lula da Silva | 12 de julho de 2023   | 28 de fevereiro de 2027 |
| 5          | Renato Dias de Brito Gomes     | Diretor de Organização do Sistema Financeiro e de Resolução           | Jair Bolsonaro            | 27 de abril de 2022   | 31 de dezembro de 2025  |
| 6          | Diogo Abry Guillen             | Diretor de Política Econômica                                         | Jair Bolsonaro            | 27 de abril de 2022   | 31 de dezembro de 2025  |
| 7          | Nilton José Schneider David    | Diretor de Política Monetária                                         | Luiz Inácio Lula da Silva | 1º de janeiro de 2025 | 28 de fevereiro de 2027 |
| 8          | Gilneu Francisco Astolfi Vivan | Diretor de Regulação                                                  | Luiz Inácio Lula da Silva | 1º de janeiro de 2025 | 31 de dezembro de 2028  |
| 9          | Izabela Moreira Correa         | Diretora de Relacionamento, Cidadania e Supervisão de Conduta         | Luiz Inácio Lula da Silva | 1º de janeiro de 2025 | 31 de dezembro de 2028  |

| Jair Bolsonaro            | 2 |
| Luiz Inácio Lula da Silva | 7 |
| ------------------------- | - |

## Funcionamento
As reuniões ordinárias do Copom dividem-se em duas sessões: a primeira sessão ocorre às terças-feiras e a segunda, às quartas-feiras. Essas reuniões eram mensais desde 2000. A partir de 2006, foram reduzidas para oito ao ano, sendo o calendário anual divulgado até o fim de Junho do ano anterior.
Além dos membros da Diretoria Colegiada do Banco Central (o Presidente e os demais os diretores) participam do primeiro dia da reunião chefes de departamentos do BC, o titular da Gerência-Executiva de Relacionamento com Investidores (Gerin), três consultores e o secretário-executivo da Diretoria, o assessor de imprensa, o assessor especial e, eventualmente, outros chefes de departamento, quando convocados para discorrer sobre assuntos de suas áreas.
No primeiro dia das reuniões, os chefes de departamento e o gerente-executivo apresentam uma análise da conjuntura doméstica abrangendo inflação, nível de atividade, evolução dos agregados monetários (M1, M2, M3 e M4), finanças públicas, balanço de pagamentos, economia internacional, mercado de câmbio, reservas internacionais, mercado monetário, operações de mercado aberto, avaliação prospectiva das tendências da inflação e expectativas gerais para variáveis macroeconômicas tais  como taxa de câmbio, inflação, taxa de juros e dívida pública.
No segundo dia da reunião, do qual participam apenas os membros do Comitê e,  sem direito a voto,  o chefe do  Departamento de Estudos e Pesquisas (Depep, vinculado ao Diretor de Política Econômica), os diretores de Política Monetária e de Política Econômica, após análise das projeções atualizadas para a inflação, apresentam alternativas para a taxa de juros de curto prazo e fazem recomendações acerca da política monetária. Em seguida, os demais membros do Copom fazem suas ponderações e apresentam eventuais propostas alternativas. Ao final, procede-se à votação das propostas, buscando-se, sempre que possível, o consenso. A decisão final sobre a meta para a taxa Selic e o viés, se houver, é imediatamente divulgada à imprensa ao mesmo tempo em que é expedido comunicado através do Sistema de Informações do Banco Central (Sisbacen).
As atas em português das reuniões do Copom são divulgadas às 8h30' da quinta-feira da semana posterior a cada reunião, dentro do prazo regulamentar de seis dias úteis, sendo publicadas no site do Banco Central na Internet ("Notas da Reunião do Copom") e para a imprensa. A versão em inglês é divulgada com uma pequena defasagem de cerca de 24 horas.
Ao final de cada trimestre civil (março, junho, setembro e dezembro), o Copom publica, em português e em inglês, o documento Relatório de Inflação, que analisa detalhadamente a conjuntura econômica e financeira do País, bem como apresenta suas projeções para a taxa de inflação.